# Baardwijksche Overlaat

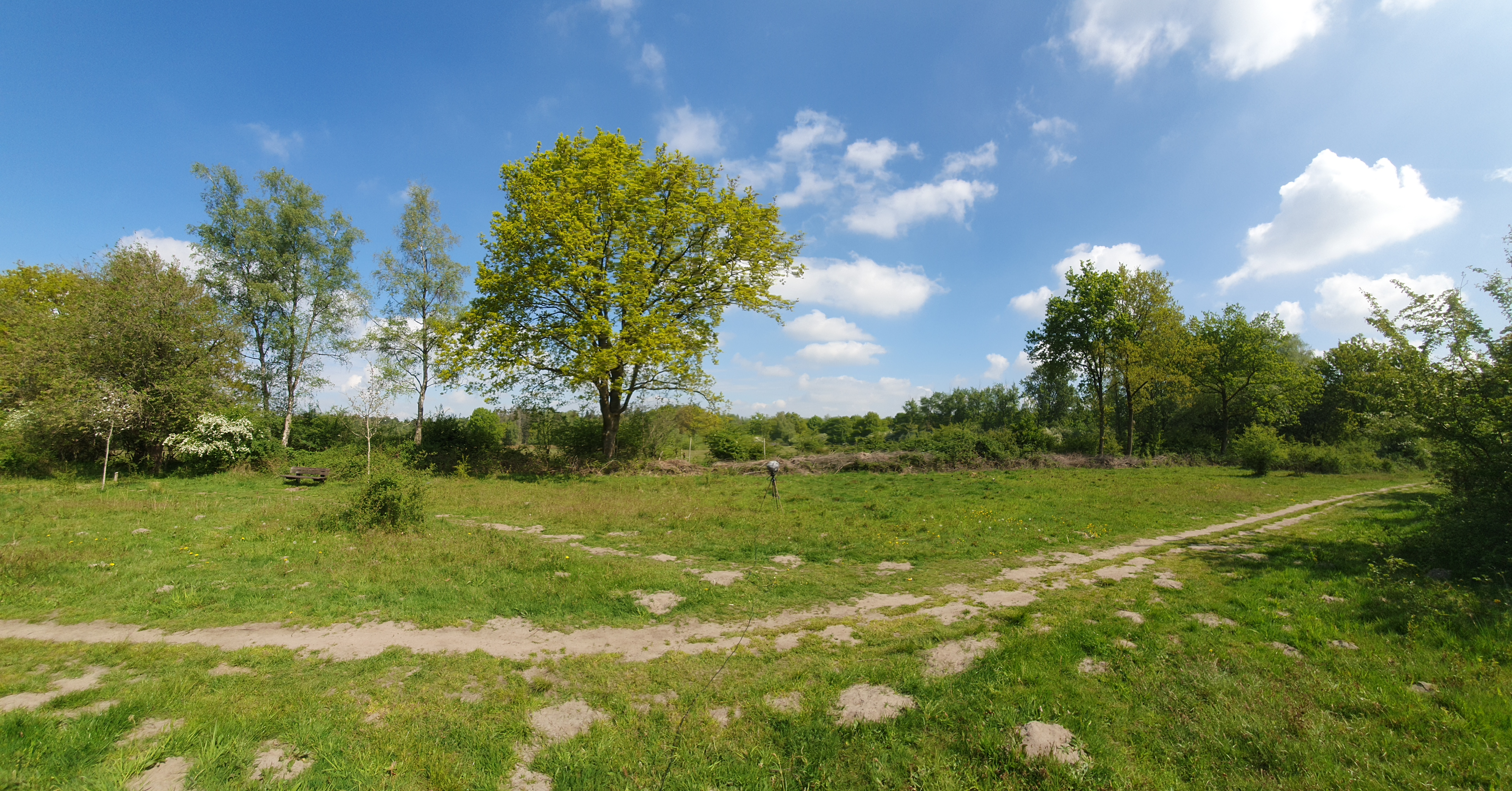
Natuurgebied Baardwijksche Overlaat

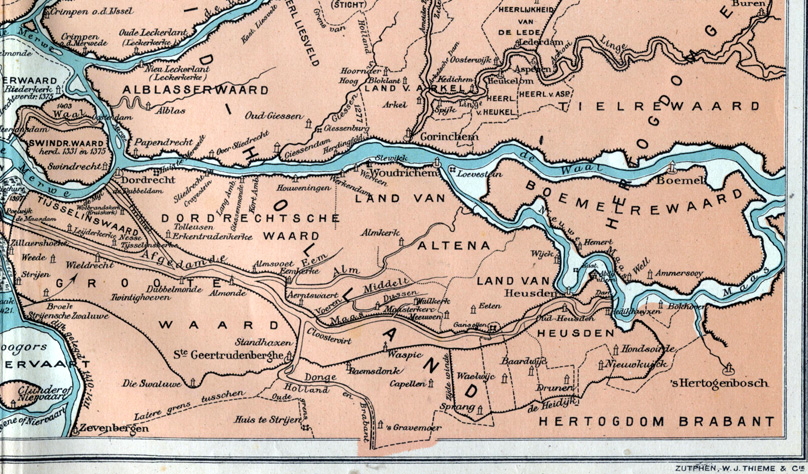
De Groote Waard in 1421 (reconstructie)

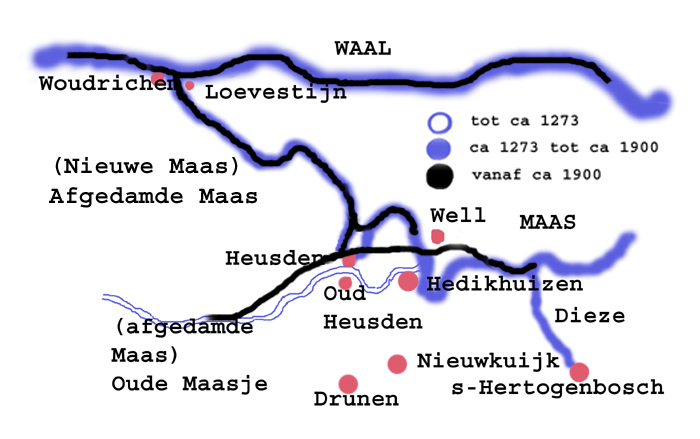
Kaart vroegere situaties

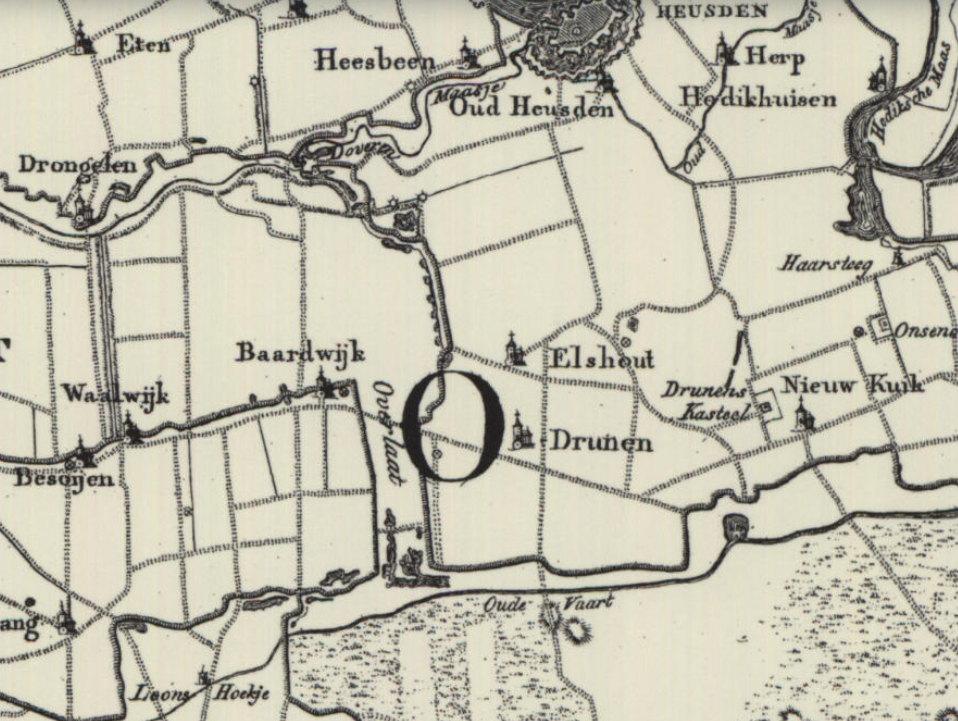
Locatie van de Baardwijkse Overlaat op de kaart van 1815

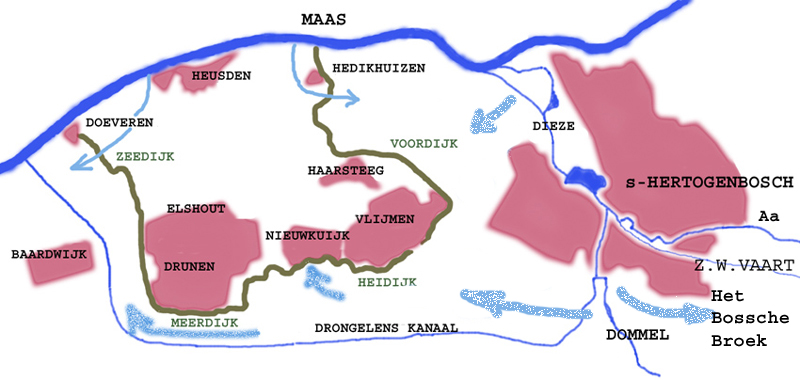
Kaart huidige situatie

De Baardwijksche Overlaat is een natuurgebied op de plek van een voormalige overlaat tussen Drunen en Waalwijk. Het is sinds 1978 eigendom van Vereniging Natuurmonumenten. De overlaat werd in 1766 aangelegd en functioneerde in 1769 voor het eerst, ze had een Maaswater regulerende en een militaire functie, de inundatie.

## Overstromingen
Al in de middeleeuwen werd er melding gemaakt van overstromingen rond 's-Hertogenbosch. Als zowel de Maas, de Aa en de Dommel veel water afvoerden kon de Dieze het water van Aa en Dommel niet meer in de Maas lozen en overstroomde Het Bossche Broek. De Maas zelf overstroomde al verder in het oosten, bij Grave. Het water werd daar opgevangen in de Beersche Overlaat. Grote gebieden (stroomafwaarts en zuidelijk van de Maas) kwamen dan onder water te staan. Dit had niet alleen maar nadelen want andere gebieden hadden dan minder last van overstromingen. Het water stroomde naar het westen weg. In het zuiden werden de stromen begrensd door hogere zandgronden en in het noorden werden er dijken (zoals de Heidijk) gebouwd om deze overstromingen enigszins in goede banen te leiden.

## De Grote Waard
In de vroege dertiende eeuw liep het Oude Maasje ongeveer op dezelfde plaats als waar nu de Bergsche Maas loopt. Maar het Oude Maasje begon in de middeleeuwen te verzanden en steeds meer water liep door een zijtak (de Rivel) van Well naar het noorden, aanvankelijk richting de Alm, maar toen er later in de middeleeuwen bij Giessen een dijkdoorbraak plaatsvond, stroomde het water nog verder naar het noorden om bij Woudrichem in de Waal uit te komen. Daardoor ontstond grofweg het traject dat nu de Afgedamde Maas is geworden. Het Oude Maasje kreeg hierdoor steeds minder water te verwerken. Nadat het Oude Maasje westelijk van Heusden zelfs over een flink stuk was dichtgegooid kon men daar nu een enorm gesloten complex van dijken bouwen; de Grote Waard of Hollandse Waard. Het was een groot voordeel dat deze dijken niet meer door het Oude Maasje werden doorsneden. Het project was wel erg groot en het ging mis. Tijdens de tweede Sint-Elisabethsvloed in 1421 overstroomde de zee de Grote Waard tot aan Heusden toe. Een groot deel van de Grote Waard ging voor lange tijd verloren. Bij Drunen werd er snel gerepareerd door verschillende zijdijken te bouwen. Deze stonden haaks op de bestaande rivierdijken en werden zeedijken genoemd.
Zo ontstond een gesloten dijkensysteem dat nu nog te aanwezig is. Van Hedikhuizen aan de Maas naar het zuiden om Haarsteeg en om Vlijmen heen en verder naar het westen als Heidijk ten zuiden van Nieuwkuijk en als Meerdijk naar Drunen. Dan als Zeedijk naar het noorden om Elshout heen naar Doeveren, weer aan de Maas. 

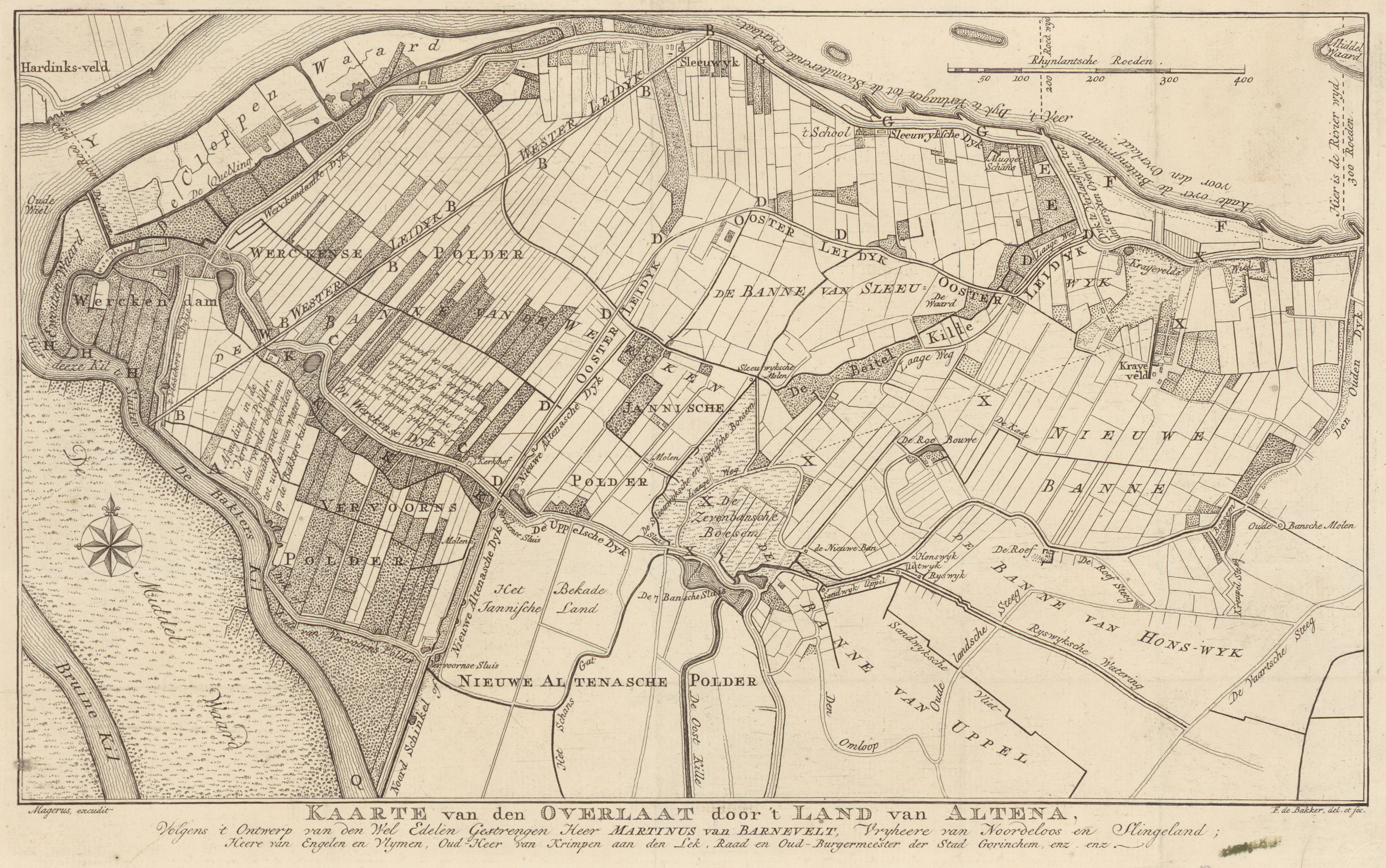
Plan voor de Baardwijkse Overlaat door Martinus van Barnevelt

Plan voor Baardwijkse Overlaat met omgeving

De waterhuishouding van de Meierij van Den Bosch is altijd een probleem geweest. Een deel van de Kempen en Brabant watert af via de riviertjes de Dommel en de Dieze die op hun beurt weer afwateren in de Maas ten Noorden van 's-Hertogenbosch. Maar bij grote afvoer van de Maas is de waterstand in de rivier te hoog, en kan er geen water afgevoerd worden. Het gevolg is dat het gebied rond 's-Hertogenbosch onder loopt. Omdat hierdoor ook de Hollandse gewesten rond Gorkum en de Alblasserwaard in de problemen kwamen, werd er vanuit die hoek ook naar een oplossing (en financiering) gezocht. De waterstaatkundige en burgemeester van Gorkum Martinus van Barnevelt, kwam met een plan om een overlaat bij Baardwijk te maken om zo het water direct af te voeren naar het Bergse Veld (= de Biesbosch). Er was nogal wat oppositie tegen dit plan, vooral uit persoonlijke rancune (Van Barnevelt hoorde niet tot de regentenklasse). Maar er waren ook meer inhoudelijke bezwaren, zoals van Cornelis Redelykheid, die overlaten zag als "bedervers de rivieren". Hij wees daarbij op de klachten van de inwoners van het Land van Heusden en Altena over de schade door de overlaat. De gedachte was dat de overstromingen aan de zuidkant van Den Bosch nu langs de westrand van de stad afgevoerd konden worden door 't Maasje naar het Bergse Veld. Bijgaande kaart geeft het plan van Van Barnevelt aan, zoals hij dat gepubliceerd heeft in zijn boek, de daaronder geplaatste kaart geeft het werk in een wat breder kader aan, waardoor de werking wat duidelijker is dan in de oorspronkelijke publicatie van Van Barnevelt. Het bleek dat het voordeel voor Holland van deze overlaat minimaal was, maar dat de stad 's-Hertogenbosch er wel veel voordeel van had. Holland stelde al in 1786 voor om de overlaat te sluiten, maar dat ging door verzet van Den Bosch niet door. Overstromingen liepen nu zuidelijk van de Heidijk richting Baardwijk. Sommige stukken van de Maas bleven onbedijkt zoals bij Bokhoven: de Bokhovensche Overlaat. De bedoeling hiervan was, dat een gedeelte van het water hier in de Maas kon terugstromen. Ook het Oude Maasje voorbij Heusden diende nog lang als opvang voor overstromingswater. De nieuwe loop van de Maas was toch niet zo'n succes; het water van de Waal stond vaak hoger dan de Maas en dan overstroomde de Maas. Nog in 1880 overstroomde Maaswater vanuit het zuiden Nieuwkuijk. 

## Militaire doeleinden

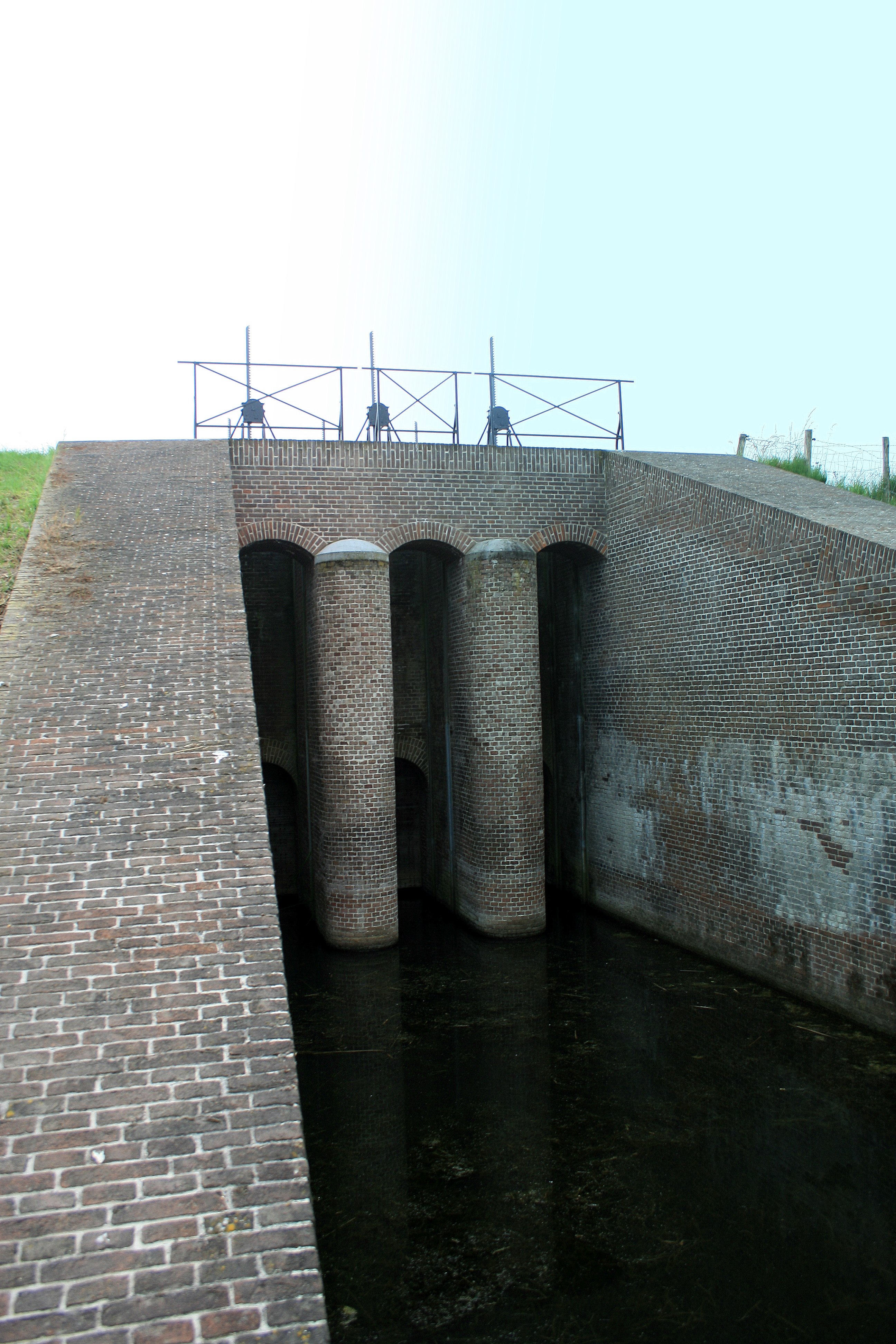
Inundatiesluis bij Hedikhuizen

Rond 1766 werd het systeem ook als waterlinie voor militaire doeleinden in gebruik gesteld; normaliter wilde men het water uit het lager gebied rond Den Bosch snel wegvoeren, maar in oorlogstijd was het handig als het gebied rond de stad onder water stond. In de winter was dat over het algemeen geen probleem, maar in een droge periode was er meer water nodig.  Dicht bij de Maas werden daarom inundatiesluizen in de dijken van de Maas gebouwd die het water van de Maas in het gebied rondom het dijkensysteem konden laten lopen, om vijandelijke legers tegen te houden. Die sluizen waren versterkt wegens hun strategische belang. Er zijn er nog twee te zien; bij Hedikhuizen en bij Doeveren. Pas in 1911 werd dit systeem afgeschaft.

## Afwateringskanaal 's-Hertogenbosch-Drongelen
Het plan voor dit kanaal was al wat ouder (het was gekoppeld aan de plannen voor de Bergsche Maas), maar men wilde eind 19e eeuw de Baardwijkse overlaat naast dit kanaal toch laten functioneren. Tussen 1907 en 1911 werd het Afwateringskanaal 's-Hertogenbosch-Drongelen gegraven. Dit kanaal werd gegraven om Het Bossche Broek te ontlasten bij wateroverlast. De stroomrichting van onder andere de Dommel kon bij watersnood worden omgedraaid, zodat het water niet meer door de binnenstad van 's-Hertogenbosch zou stromen. Ook werden stukken van de Maas gekanaliseerd (aan dit werk was men al in de Middeleeuwen begonnen) en herkreeg de Maas voorbij Heusden min of meer zijn oude loop door het graven van de Bergsche Maas. Het gebied verloor toen de functie van overlaat.

## Natuurgebied
In dit gebied is 48 ha in bezit van Natuurmonumenten. Dit bestaat uit bos, landbouwgrond en het Nieuwe Wiel (of Lange Wiel), dat in de 18e eeuw is ontstaan bij een dijkdoorbraak. Hieromheen ligt een bos dat in de jaren '60 van de 20e eeuw werd aangeplant en bestaat uit zomereik, Amerikaanse eik en Amerikaanse vogelkers, en daarnaast populier en fijnspar.
Naar het noorden ligt het natuurgebied Elshoutse Wielen en in het zuiden vindt men de op zandgrond gelegen natuurgebieden Plantloon en Loonse en Drunense Duinen.